# وینتربورن، گلاسترشر
وینتربورن (به انگلیسی: Winterbourne) یک روستا و محله مدنی در بریتانیا است که در South Gloucestershire واقع شده‌است. وینتربورن ۸٬۹۶۵ نفر جمعیت دارد.